# The Hampsterdance Song
The Hampsterdance Song è un singolo del gruppo musicale canadese Hampton the Hampster, pubblicato nel 2000. La title track è considerata una novelty song.

## Descrizione

### Il fenomeno di Internet
The Hampsterdance Song nasce come fenomeno di Internet con il titolo The Hampster Dance, creato dalla studentessa canadese Deidre LaCarte per una pagina web ospitata GeoCities. Deidre Lacarte, che era in competizione con la sua migliore amica e la sorella per chi avrebbe generato più traffico su Geocities, ha progettato The Hampster Dance nell'agosto del 1998 come omaggio al suo criceto. La musica è stata incorporata nel codice HTML, al tempo una funzione del browser abbastanza recente. La pagina ospita un'animazione, costituita da quattro GIF animate di criceti e altri roditori, ripetute decine di volte. Il sito era costituito da una singola pagina con quattro criceti e altri roditori, poi ridisegnati e doppiati, di nome Hampton, Dixie, Hado, e Fuzzy.
Fino al gennaio 1999 sono state registrate sole 800 visite (circa 4 al giorno), ma improvvisamente il numero è salito a 15.000 visite al giorno. La popolarità raggiunta dalla pagina web, ha spinto Lacarte a riprogettarla completamente, aggiungendovi un negozio online in cui venivano vendute t-shirt e CD del singolo The Hamsterdance Song.
Lacarte non ha registrato il nome hampsterdance e così, per qualche tempo, il dominio hamsterdance.com è stato di proprietà della Nutty Sites. Inizialmente è stato utilizzato hampsterdance.com, in seguito hamsterdance2.com.

### Composizione e pubblicazione
La musica di sottofondo di The Hampsterdance Song, creata sulla base dalla canzone Whistle Stop di Roger Miller, parte della colonna sonora del film di animazione Disney Robin Hood del 1973.
Nel 2000 la canzone è stata pubblicata in Canada come singolo dagli Hampton the Hampster, gruppo musicale formato da Rob DeBoer, Paul Grace e Tony Grace, in realtà nome alternativo della loro formazione già conosciuta con i nomi 100th Monkey, Cosmic Dance Corps e The Boomtang Boys, e con la quale avevano già realizzato singoli e album nel corso di tutti gli anni novanta.
Dal singolo è stato realizzato un videoclip, giudicato il peggiore dell'anno da MuchMusic in uno speciale one-hour del Fromage 2001.
In seguito il singolo è stato incluso nell'album The Hampsterdance Album, anch'esso pubblicato nel 2000 in formato CD.

### Accoglienza
Il singolo è rimasto per due settimane al 32º posto della Canadian Top 40.
Il singolo è stato pubblicato in Australia nel 2001, dove ha raggiunto il 5º posto dell'ARIA Singles Chart. Ha inoltre raggiunto la 70º posizione nell'U.S. Hot Country Songs charts.
Nel 2005 CNET ha classificato The Hampster Dance al primo posto delle canzoni di moda nella rete. Nel 2010, Matthew Wilkening di AOL Radio ha classificato The Hampster Dance al 79º posto nella lista delle 100 peggiori canzoni di sempre.

## Tracce
Testi e musiche di Rob DeBoer, Paul Grace, Tony Grace, Roger Miller.
1. The Hampsterdance Song (Radio Edit) – 3:43
2. The Hampsterdance Song (Extended Mix) – 5:18
3. The Hampsterdance Song (Club Mix) – 5:32
4. The Hampsterdance Song (Snapshot Mix) – 5:23
5. The Hampsterdance Song (Tom Stevens Remix) – 7:34
6. Bonus Track - Hamton The Hamster – Video

Durata totale: 27:30

## Classifiche
| Classifica (2000-2001)                          | Posizione maggiore |
| ----------------------------------------------- | ------------------ |
| Australia                                       | 5                  |
| Canada                                          | 32                 |
| Germania                                        | 60                 |
| Stati Uniti, Hot Country Singles                | 70                 |
| Stati Uniti, Hot Dance Music/Maxi Singles Sales | 4                  |

## Nella cultura di massa
- The Hampsterdance Song è stata usata in uno spot pubblicitario del provider di servizi Internet EarthLink.[8]
- The Hampsterdance Song è stata utilizzata nel film del 2001 Spot - Supercane anticrimine.